# 美國人口普查
美国人口普查是在美國施行的人口普查，每10年舉行一次。美國革命后的第一次人口普查是在1790年，由美国国务卿托马斯·杰斐逊負責實施。每次人口普查結束後，美國眾議院各州的的席位要重新分配，美國眾議院和美國各州的立法機構的選區也要重新劃分，各州的選舉人票也要重新調整。